# Ташир
Таши́р (вірм. Տաշիր) — місто на півночі Вірменії у марзі (області) Лорі.

## Історія
Заснований у 1834 році як поселення російських вільних переселенців молокан під назвою «Воронцівка». Названий на честь графа Воронцова, який підписав вільну у Імператора Олександра I. У 1937 році був перейменований в «Калініно». У 1961 році перетворено на селище міського типу, а в 1983 році — в місто республіканського підпорядкування. Перейменований в «Ташир» в 1991 році, за назвою античної провінції Ташир в області Гугарк Великої Вірменії, що охоплювала цей регіон.
На території сучасного міста існували поселення починаючи з 3-го тисячоліття до н. е.

## Видатні мешканці
- Амар Сулоєв (народився у 1976 році), боєць змішаного стилю.
- Самір Алієв (1979) — азербайджанський футболіст, що грав на позиції нападника. Виступав, зокрема, за клуб «Нефтчі», а також національну збірну Азербайджану.